# Teucholabis (Teucholabis) wirthiana
Teucholabis (Teucholabis) wirthiana is een tweevleugelige uit de familie steltmuggen (Limoniidae). De soort komt voor in het Neotropisch gebied.